# Светилище на Митра (Фертьоракош)
Светилището на Митра (на унгарски: Mithrász-szentély) е храм на римския бог Митра в град Фертьоракош, окръг Дьор-Мошон-Шопрон), Унгария.
Храмът е устроен по типичен план: нартекс (притвор), последван от същинското помещение на храма, което се състои от централен неф с пейки от двете страни. Светилището на Митра има голямо значение за целия регион: на територията на Унгария са известни само четири подобни структури.

## История

### Култ към Митра
Самото име Митра и някои от митовете, свързани с това божество, са изключително популярни в Римската империя между II и IV век. Религиозните доктрини са малко известни на непосветените, тъй като „мистерията на божеството“ е разкривана на седем етапа – всеки от които изисква подходящо посвещение на избраните. Култът към Митра запазва своето влияние дори при император Константин I, бивш привърженик на християнството, за когото култът е сериозен враг.

### Светилище
Основната площ на храма е надлъжно разделена на две части: тесен нартекс и основно помещение, което се състои от централен неф с пейки от двете страни. Размерът на помещението не е голям: то може да побере не повече от 18 – 20 души едновременно.
Сред находките в храма са два каменни лъва, лампи, монети и човешки останки. Погребенията на хора не са типични за други известни светилища на Митра, поради което изследователите имат различни мнения по отношение на тези гробници: дали те са свързани с култа към Митра или са добавени по-късно. Постигнато е съгласие само по въпроса, че в храма няма ритуални човешки жертвоприношения.
Датата на създаване на светилището – началото на III век – е установена от надписи и намерени монети. Храмовете на Митра, според постановление на император Грациан от 378 година, са обект на унищожение, но това във Фертьоракош е разположено на такова „уединено място“, че просто е било изоставено и с течение на времето – погребано под слой земя и растителност. Само случайност довежда до откриването му 1500 години по-късно.
През юли 1866 г. каменоделецът Дьорд Малешиц открива храма. Той също прави опит за разкопки – не изцяло професионални, но скоро изследванията му предизвикват интерес (включително от местните власти) и археолозите се включват в изследването. Намерените каменни артефакти са транспортирани до Шопрон, а над конструкцията е издигнат покрив, за да се запази – той е защитавал конструкцията до 90-те години на 20 век, когато е заменен от нов. В днешно време територията на храма е отворена за обществеността.

## Разкопки и реставрация
Светилището на Митра не предизвиква особен интерес сред археолозите до 1990 г., но след редица публикации, през 1990 – 1991 г., се откриват възможности за финансиране на разкопките и проучването на светилището. Реставрацията на храма се извършва през 1992 г.; В същото време са направени копия на оригиналните каменни артефакти, съхранявани в музея на Шопрон. Копията са поставени в светилището.
Светилището е паметник, защитен от държавата.